# Leichtathletik-Weltmeisterschaften 2017/Teilnehmer (Dschibuti)
| Gelbes Symbol für Goldmedaillen mit stilisierten Olympischen Ringen | Graues Symbol für Silbermedaillen mit stilisierten Olympischen Ringen | Braundes Symbol für Bronzemedaillen mit stilisierten Olympischen Ringen |
| ------------------------------------------------------------------- | --------------------------------------------------------------------- | ----------------------------------------------------------------------- |
| —                                                                   | —                                                                     | —                                                                       |

Von Dschibuti wurden vier Athleten für die Weltmeisterschaften in London nominiert.

## Ergebnisse

### Männer

#### Laufdisziplinen
| Athlet                 | Disziplin        | Vorlauf      | Vorlauf | Halbfinale         | Halbfinale         | Finale             | Finale             |
| Athlet                 | Disziplin        | Zeit         | Platz   | Zeit               | Platz              | Zeit               | Platz              |
| ---------------------- | ---------------- | ------------ | ------- | ------------------ | ------------------ | ------------------ | ------------------ |
| Ayanleh Souleiman      | 1500 m           | 3:46,64 min  | 33      | nicht qualifiziert | nicht qualifiziert | nicht qualifiziert | nicht qualifiziert |
| Jamal Abdi Dirieh      | 5000 m           | 13:28,98 min | 12      |                    |                    | nicht qualifiziert | nicht qualifiziert |
| Mohamed Ismail Ibrahim | 3000 m Hindernis | 8:33,77 min  | 25      |                    |                    | nicht qualifiziert | nicht qualifiziert |
| Mumin Gala             | Marathon         |              |         |                    |                    | DNS                | DNS                |